# American Horror Stories
American Horror Stories é uma série de televisão estadunidense de terror antológica criada por Ryan Murphy e Brad Falchuk para o Hulu. A série é um spin-off de American Horror Story e apresenta uma história de terror diferente a cada episódio.
A primeira temporada estreou em 15 de julho de 2021. A segunda temporada estreou em 21 de julho de 2022. A terceira temporada estreou em 26 de outubro de 2023.

## Produção

### Desenvolvimento
Em 11 de maio de 2020, Ryan Murphy anunciou através do seu Instagram que estava produzindo um spin-off de American Horror Story. Em 3 de junho de 2021, a FX anunciou que a série estreará em 15 de julho de 2021. Em 13 de agosto de 2021, a FX anunciou que a série foi renovada para a segunda temporada. Em 13 de maio de 2022, a FX anunciou que a segunda temporada estreará em 21 de julho de 2022. Em 16 de agosto de 2023, a FX anunciou que a série foi renovada para a terceira temporada e que estreará em 26 de outubro de 2023.

### Escolha de elenco
Em 22 de abril de 2021, Paris Jackson juntou-se ao elenco da primeira temporada. Em 27 de abril de 2021, Kaia Gerber juntou-se ao elenco da primeira temporada. Em 3 de junho de 2021, Nico Greetham, Kevin McHale, Dyllón Burnside e Charles Melton juntaram-se ao elenco da primeira temporada. Em 7 de julho de 2021, a FX anunciou o elenco da primeira temporada com Matt Bomer, Gavin Creel, Sierra McCormick, Ashley Martin Carter, Belissa Escobedo, Aaron Tveit, Rhenzy Feliz, Madison Bailey, Kyle Red Silverstein, Amy Grabow, John Carroll Lynch, Naomi Grossman, Danny Trejo, Billie Lourd e Virginia Gardner.
Em 15 de julho de 2022, a FX anunciou que Cody Fern e Nico Greetham retornam para a segunda temporada, junto com os novos membros de elenco Derrick Aguis, Genevieve Aitken, Cameron Cowperthwaite, Kristine Froseth, Max Greenfield, Madison Iseman, Dominique Jackson, Judith Light, Maryssa Menendez, Denis O'Hare, Raven Scott, Gabourey Sidibe, Sara Silva, Alicia Silverstone, Kyla Drew, Kyanna Simone, Bella Thorne, Anthony De La Torre, Houston Jax Towe e Quvenzhané Wallis.
Em 16 de outubro de 2023, a FX anunciou que Seth Gabel e Cameron Cowperthwaite retornam para a primeira parte da terceira temporada, junto com os novos membros de elenco Emma Halleen, Jessica Barden, Jeff Hiller, Amrou Al-Kadhi, Reid Scott, Annie Hamilton, Allegra Heart, Christopher Fitzgerald, Laura Kariuki, Hazel Graye, Lisa Rinna, Rob Yang, Raúl Castillo, Emily Browning, Laila Robins e Havana Rose Liu. Em 18 de junho de 2024, June Squibb juntou-se ao elenco da segunda parte da terceira temporada. Em 13 de setembro de 2024, Dyllón Burnside, Jessica Barden e Jeff Hiller retornam para a segunda parte da terceira temporada, junto com os novos membros de elenco Michael Imperioli, Victor Garber, Henry Winkler, Debby Ryan, Angel Bismark e Guy Burnet juntaram-se ao elenco da terceira temporada.

### Filmagens
As filmagens da primeira temporada ocorreram entre abril e julho de 2021. As filmagens da segunda temporada ocorreram entre fevereiro e julho de 2022. As filmagens da terceira temporada ocorreram entre maio de 2023 e fevereiro de 2024.

## Episódios
O episódio "Rubber(wo)Man" da primeira temporada teve conexão com Murder House. O episódio "Game Over" da primeira temporada teve conexão com Murder House, Asylum e Freak Show. O episódio "Dollhouse" da segunda temporada teve conexão com Coven.
| Temporada | Temporada | Episódios | Episódios             | Originalmente lançado | Originalmente lançado |
| Temporada | Temporada | Episódios | Episódios             | Estreia da temporada  | Final da temporada    |
| --------- | --------- | --------- | --------------------- | --------------------- | --------------------- |
|           | 1         | 7         | 7                     | 15 de julho de 2021   | 19 de agosto de 2021  |
|           | 2         | 8         | 8                     | 21 de julho de 2022   | 8 de setembro de 2022 |
|           | 3         | 9         | 4                     | 26 de outubro de 2023 | 26 de outubro de 2023 |
| 5         | 3         | 9         | 15 de outubro de 2024 | 15 de outubro de 2024 |                       |

### 1ª Temporada (2021)
| N.º na série | N.º na temp. | Título                   | Dirigido por    | Escrito por                | Exibição original    |
| --- | ------------ | ------------------------ | --------------- | -------------------------- | -------------------- |
| 1 | 1            | "Rubber(wo)Man Part One" | Loni Peristere  | Ryan Murphy e Brad Falchuk | 15 de julho de 2021  |
| Uma adolescente e seus pais se mudam para uma casa abandonada com um passado sombrio. À medida que a família faz reformas, uma escuridão cria raízes dentro deles. Elenco: Matt Bomer, Gavin Creel, Sierra McCormick, Paris Jackson, Belissa Escobedo, Merrin Dungey, Selena Sloan, Ashley Martin Carter, Valerie Loo            |              |                          |                 |                            |                      |
| 2 | 2            | "Rubber(wo)Man Part Two" | Loni Peristere  | Brad Falchuk               | 15 de julho de 2021  |
| Scarlett entra em um novo romance distorcido enquanto Michael e Troy são forçados a enfrentar seu relacionamento difícil. Elenco: Matt Bomer, Gavin Creel, Sierra McCormick, Kaia Jordan Gerber, Paris Jackson, Belissa Escobedo, Merrin Dungey, Aaron Tveit, Selena Sloan, Ashley Martin Carter, Valerie Loo, Celia Finkelstein |              |                          |                 |                            |                      |
| 3 | 3            | "Drive In"               | Eduardo Sánchez | Manny Coto                 | 22 de julho de 2021  |
| A exibição de um filme proibido tem consequências desastrosas. Elenco: Rhenzy Feliz, Madison Bailey, Ben J. Pierce, Naomi Grossman, Leonardo Cecchi, Kyle Red Silverstein, Amy Grabow, Adrienne Barbeau, John Carroll Lynch |              |                          |                 |                            |                      |
| 4 | 4            | "The Naughty List"       | Max Winkler     | Manny Coto                 | 29 de julho de 2021  |
| Um grupo de influenciadores enfrenta um acerto de contas depois de postar um vídeo problemático online. Elenco: Kevin McHale, Nico Greetham, Dyllón Burnside, Charles Melton, Taneka Johnson, Danny Trejo |              |                          |                 |                            |                      |
| 5 | 5            | "BA'AL"                  | Sanaa Hamri     | Ali Adler e Manny Coto     | 5 de agosto de 2021  |
| Uma esposa faz o impensável para ter a chance de uma gravidez bem-sucedida. Elenco: Billie Lourd, Ronen Rubestein, Virginia Gardner, Vanessa Williams, Michael B. Silver, Kimberley Drummond, Chad James Buchanan, Jake Choi, Misha Gonz-Cirkl                                                                                   |              |                          |                 |                            |                      |
| 6 | 6            | "Feral"                  | Manny Coto      | Manny Coto                 | 12 de agosto de 2021 |
| Uma família vai acampar sem saber o que se esconde na floresta. Elenco: Cody Fern, Aaron Tveit, Tiffany Dupont, Blake Shields, Colin Tandberg |              |                          |                 |                            |                      |
| 7 | 7            | "Game Over"              | Liz Friedlander | Ryan Murphy e Brad Falchuk | 19 de agosto de 2021 |
| Um casal se atreve a passar uma noite em uma das casas mal-assombradas mais famosas. Elenco: Dylan McDermott, Sierra McCormick, Kaia Gerber, Paris Jackson, Merrin Dungey, Mercedes Mason, Noah Cyrus, Adam Hagenbuch, Jamie Brewer, John Brotherton, Nicolas Bechtel, Tom Lenk, Selena Sloan, Ashley Martin Carter, Valerie Loo |              |                          |                 |                            |                      |

### 2ª Temporada (2022)
| N.º na série | N.º na temp. | Título        | Dirigido por           | Escrito por      | Exibição original     |
| --- | ------------ | ------------- | ---------------------- | ---------------- | --------------------- |
| 8 | 1            | "Dollhouse"   | Loni Peristere         | Manny Coto       | 21 de julho de 2022   |
| Uma entrevista de emprego dá terrivelmente errado. Elenco: Denis O'Hare, Kristine Froseth, Houston Jax Towe, Abby Corrigan, Simone Recasner, Maryssa Menendez, Emily Morales-Cabrera, Matt Lasky, Caitlin Dulany            |              |               |                        |                  |                       |
| 9 | 2            | "Aura"        | Max Winker             | Manny Coto       | 28 de julho de 2022   |
| Depois de se mudar para uma nova casa, um casal é aterrorizado por um visitante enigmático. Elenco: Gabourey Sidibe, Max Greenfield, Joel Swetow, Lily Rohren, Vince Yap, Nancy Linehan Charles                             |              |               |                        |                  |                       |
| 10 | 3            | "Drive"       | Yangzom Brauen         | Manny Coto       | 4 de agosto de 2022   |
| A vida de uma garota do clube vira de cabeça para baixo quando a vida noturna começa a segui-la até sua casa. Elenco: Bella Thorne, Nico Greetham, Anthony De La Torre, Billie Bodega, Austin Woods                         |              |               |                        |                  |                       |
| 11 | 4            | "Milkmaids"   | Alonso Alvarez-Barreda | Our Lady J       | 11 de agosto de 2022  |
| Um exilado arrisca tudo para salvar sua pequena cidade da devastação. Elenco: Cody Fern, Julia Schlaepfer, Seth Gabel, Addison Timlin, Ian Sharkey                                                                          |              |               |                        |                  |                       |
| 12 | 5            | "Bloody Mary" | SJ Main Muñoz          | Angela L. Harvey | 18 de agosto de 2022  |
| Um grupo de adolescentes ficam horrorizadas ao saber que todo desejo tem um preço. Elenco: Dominique Jackson, Quvenzhané Wallis, Raven Scott, Kyla Drew, Kyanna Simone, Shane Callahah, Ryan D. Madison, Tiffany Yvonne Cox |              |               |                        |                  |                       |
| 13 | 6            | "Facelift"    | Marcus Stokes          | Manny Coto       | 25 de agosto de 2022  |
| Uma mulher desesperada para ter a melhor aparência faz o impensável. Elenco: Judith Light, Rebecca Dayan, Britt Lower, Todd Waring, Cornelia Guest                                                                          |              |               |                        |                  |                       |
| 14 | 7            | "Necro"       | Logan Kibens           | Crystal Liu      | 1 de setembro de 2022 |
| Uma jovem agente funerária descobre que os vivos são mais assustadores que os mortos. Elenco: Madison Iseman, Cameron Cowperthwaite, Spencer Neville, Jeff Doucette, Sara Silva, Jessika Van, Chelsea M. Davis              |              |               |                        |                  |                       |
| 15 | 8            | "Lake"        | Tessa Blake            | Manny Coto       | 8 de setembro de 2022 |
| Um misterioso afogamento revela segredos no fundo do lago. Elenco: Alicia Silverstone, Olivia Rouyre, Teddy Sears, Bobby Hogan, Heather Wynters, Jarrod Crawford                                                            |              |               |                        |                  |                       |

### 3ª Temporada (2023-2024)
| N.º na série | N.º na temp. | Título                    | Dirigido por          | Escrito por                               | Exibição original     |
| --- | ------------ | ------------------------- | --------------------- | ----------------------------------------- | --------------------- |
| 16 | 1            | "Bestie"                  | Max Winkler           | Joe Baken                                 | 26 de outubro de 2023 |
| Após a perda de sua mãe, uma jovem busca conexão com um misterioso amigo online. Elenco: Jessica Barden, Emma Halleen, Seth Gabel, Jeff Hiller, Amrou Al-Kadhi, Allius Barnes |              |                           |                       |                                           |                       |
| 17 | 2            | "Daphne"                  | Elegance Bratton      | Brad Falchuk e Manny Coto                 | 26 de outubro de 2023 |
| Um dispositivo inteligente de inteligência artificial se apega ao usuário. Elenco: Gwyneth Paltrow, Reid Scott, Annie Hamilton, Christopher Fitzgerald, Maury Ginsberg |              |                           |                       |                                           |                       |
| 18 | 3            | "Taperworm"               | Alexis Martin Woodall | Joe Baken                                 | 26 de outubro de 2023 |
| Uma modelo promissora não irá parar diante de nada em sua sede de sucesso. Elenco: Lisa Rinna, Laura Kariuki, Rob Yang, Hazel Graye |              |                           |                       |                                           |                       |
| 19 | 4            | "Organ"                   | Petra Collins         | Manny Coto                                | 26 de outubro de 2023 |
| Um encontro às cegas por meio de um aplicativo de namoro online dá muito errado. Elenco: Raúl Castillo, Emily Browning, Havana Rose Liu, Cameron Cowperthwaite, Susan Pourfar, Jeff Adler, Drew Moore, Patrick Breen, Maria Tucci, Laila Robins                                                         |              |                           |                       |                                           |                       |
| 20 | 5            | "Backrooms"               | David Gelb            | Jon Robin Baitz e Joe Baken               | 15 de outubro de 2024 |
| Um pai desesperado fará qualquer coisa... e irá a qualquer lugar para ter uma chance de encontrar seu filho desaparecido. Elenco: Michael Imperioli, Matthew Maher, David Pittu, Natalie Gold |              |                           |                       |                                           |                       |
| 21 | 6            | "Clone"                   | Max Winkler           | Ned Martel e Charlie Carver               | 15 de outubro de 2024 |
| Após um acidente debilitante, um bilionário da tecnologia designa um clone robótico para substituí-lo temporariamente... ou pelo menos esse era seu plano. Elenco: Victor Garber, Guy Burnet, Casey Thomas Brown, Dagmara Dominczyk, David Deblinger                                                    |              |                           |                       |                                           |                       |
| 22 | 7            | "X"                       | Matt Spicer           | Brad Falchuk, Manny Coto e Austin Elliott | 15 de outubro de 2024 |
| Depois que uma paciente perigosa desaparece, uma enfermeira determinada sai em busca dela, descobrindo uma verdade assustadora no processo. Elenco: Mia Isaac, Dyllón Burnside, Jennifer Ferrin, Kate Eastman, Henry Winkler                                                                            |              |                           |                       |                                           |                       |
| 23 | 8            | "Leprechaun"              | Alexis Martin Woodall | Joe Baken                                 | 15 de outubro de 2024 |
| Para sobreviver, um grupo de trabalhadores desempregados invade o banco local. O que começa como um assalto comum se transforma em qualquer coisa, menos isso. Elenco: Jessica Barden, Henry Eikenberry, Hudson Oz, Daniel Zolghadri, Angel Bismark, Billy Carter, Michael Cyril Creighton, June Squibb |              |                           |                       |                                           |                       |
| 24 | 9            | "The Thing Under The Bed" | Courtney Hoffman      | Manny Coto                                | 15 de outubro de 2024 |
| Contra a vontade de forças poderosas, uma esposa enlutada revela a história sinistra de seu bairro na tentativa de provar sua inocência. Elenco: Debby Ryan, Melanie Field, Jeff Hiller, Melonie Diaz, Matthew Del Negro, Frank Pando, Matthew Holcomb                                                  |              |                           |                       |                                           |                       |